# Har Krishan
 Har Krishan (Panjabi ਹਰਿ ਕ੍ਰਿਸ਼ਨ; * 23. Juli 1656 in Kiratpur Sahib; † 30. März 1664 in Delhi) war der achte von insgesamt zehn Sikh-Gurus. Er lebte vom 23. Juli 1656 bis 30. März 1664 und trat am 7. Oktober 1661 die Sikh-Nachfolge seines Vaters Guru Har Rai an. Guru Har Krishan Sahib Ji wird wegen der Reihenfolge der Sikh-Gurus oft auch als „Der achte Meister“ bezeichnet.

## Kindheit
Zur Welt kam Guru Har Krishan Sahib Ji in Kiratpur (auch Kiratpur Sahib), einem Ort in Punjab als Sohn von Guru Har Rai und Krishan Kaur. Sein Vater wählte ihn kurz vor seinem Tod im Oktober 1661 zum neuen Guru, obwohl das Vorrecht dem älteren Sohn Ram Rai zugestanden hätte. Har Krishan war zu diesem Zeitpunkt  fünf Jahre alt.

## Ernennung zum Guru
Um die Nachfolge der Sikh-Gurus zwischen seinen beiden Söhnen Ram Rai und Har Krishan entscheiden zu können, wählte der Vater Har Rai einen ungewöhnlichen Weg. Er schickte einen Vertrauten zu den beiden Söhnen. Dort sollte er eine Nadel in das Bein des Bettes stecken, auf dem die beiden Jungen saßen und dabei aus Sammlungen von Sikh-Gebeten zu rezitieren. Der Vertraute tat, wie ihm aufgetragen und war sehr erstaunt, als er feststellte, dass die Nadel bei den Gebeten von Har Krishan im Bett hielt, bei Ram Rai aber nicht. Von dem Vertrauten darauf angesprochen, erklärte Ram Rai, dass die Haltbarkeit der Nadel ein Gleichnis für ein weiches Herz bei Har Krishan und für ein hartes Herz bei ihm selber sei. Daraufhin fiel die Wahl des Vaters auf Har Krishan.

## Wirken als Guru
Ram Rai fühlte sich benachteiligt und beschwerte sich beim sechsten Großmogul Aurangzeb über mangelnde Loyalität und eine Benachteiligung bei seinem Erbschaftsanteil. Heimlich hoffte Ram Rai dadurch Zwietracht zwischen dem neuen Guru Har Krishan und dem Großmogul zu säen, weil der Vater dem neuen Guru aufgetragen hatte, den Großmogul immer kritisch zu hinterfragen. Im Laufe der Zeit sollten sich so alle Sikh gegen Har Krishan wenden. Auch viele Sikh und nicht zuletzt Aurangzeb standen dem neuen Guru kritisch gegenüber. Deswegen schickte Aurangzeb den getreuen Mirza Raja Jai Singh I. zum Guru, um ihn zu einem Gerichtstermin nach Delhi zu begleiten. Auf dem Weg nach Delhi erfuhr Har Krishan viel Zuspruch von den Sikh, allerdings wurde er wegen seines Alters auch verhöhnt. Ein Widersacher namens Chhajju wurde während der Reise durch eine einfache Berührung Har Krishans bekehrt.

## Tod
Der Guru und sein Gefolge wurden in Delhi begeistert empfangen, wo sie Gäste des Raja Jai Singh waren. Als die Stadt von einer Pocken-Epidemie heimgesucht wurde, war auch Har Krishan unter den zahlreichen Helfern. Daraufhin erkrankte er selbst auch an Pocken und bestimmte deswegen am 30. März 1664 seinen Nachfolger. Zu diesem Zweck ließ er sich – von der Krankheit bereits sehr geschwächt – fünf Münzen und eine Kokosnuss bringen. Mit den Worten „Baba Bakala“ reckte der Guru seine Hand dreimal in die Luft und deutete somit an, dass sein Nachfolger in Bakala gefunden sei, der sein Leben der Meditation gewidmet hat. Kurz darauf verstarb Guru Har Krishan Sahib Ji an den Folgen der Pockenerkrankung im Alter von nur sieben Jahren.
| Personendaten    | Personendaten     |
| ---------------- | ----------------- |
| NAME             | Har Krishan       |
| ALTERNATIVNAMEN  | ਹਰਿ ਕ੍ਰਿਸ਼ਨ (Panjabi) |
| KURZBESCHREIBUNG | Sikh-Guru         |
| GEBURTSDATUM     | 23. Juli 1656     |
| GEBURTSORT       | Kiratpur Sahib    |
| STERBEDATUM      | 30. März 1664     |
| STERBEORT        | Delhi             |